# Cal·líope

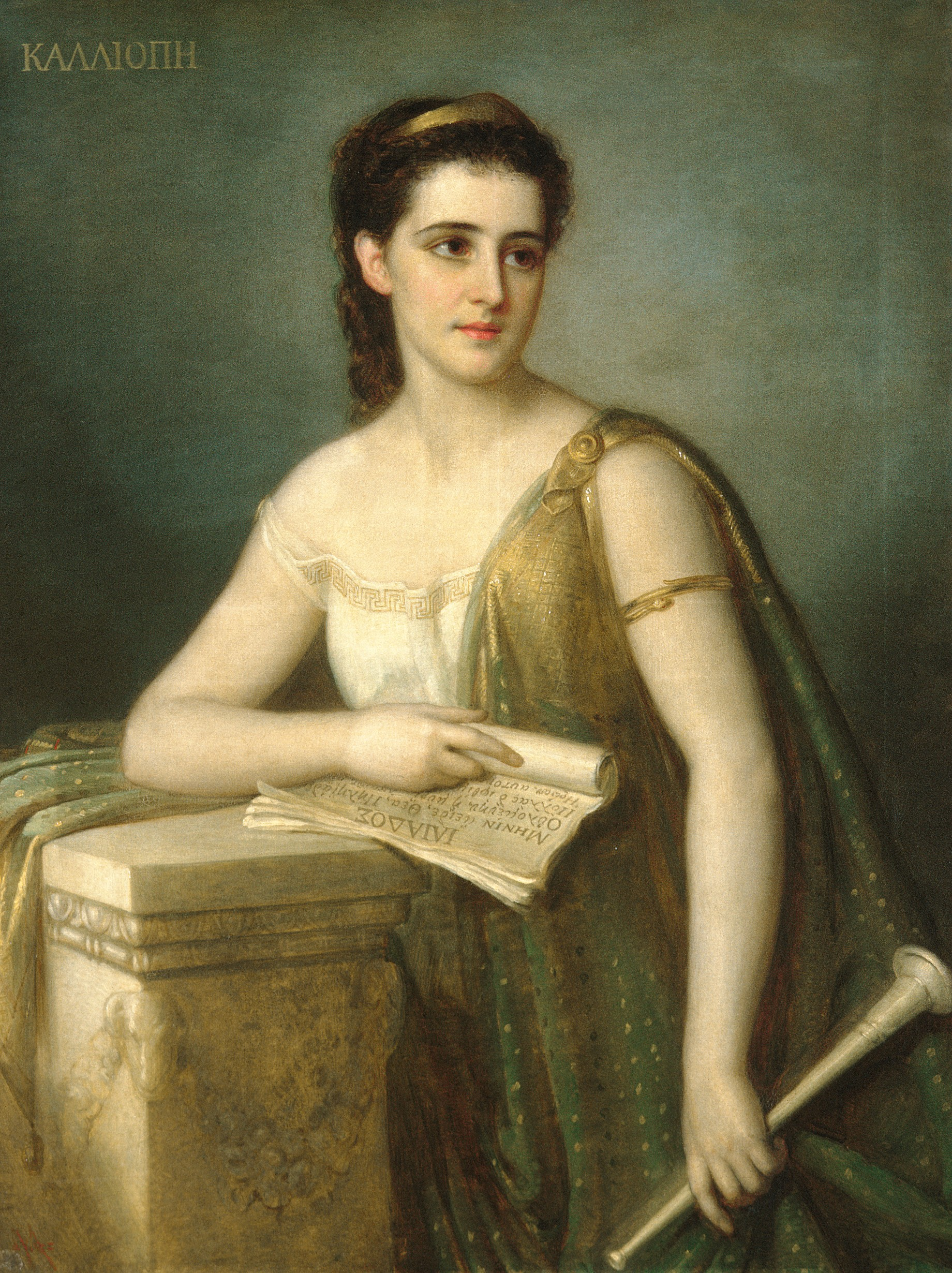
Cal·líope, 1869

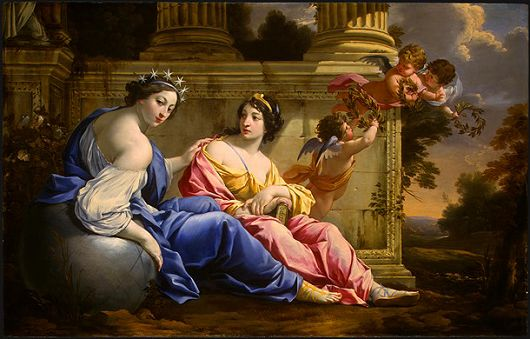
Urània i Cal·líope

Cal·líope és una de les muses de la mitologia grega. Originàriament, ella i les seves germanes no tenien cap funció específica, però a partir de l'època alexandrina (segona meitat del segle iv aC) se li atribueix la representació de la poesia èpica i l'eloqüència i per això era considerada com la més important de totes les muses.
Portava una corona daurada per simbolitzar aquesta supremacia (cal no oblidar la veneració grega per Homer, per exemple, per entendre aquesta jerarquia). A les mans porta una mena de trompeta per fer-se sentir i els poemes en tauletes per ser recitats.
Se li atribueixen Orfeu i Himeneu com a fills més destacats, tot i que alguna tradició reivindica el caràcter virginal de les muses. De vegades se la considera mare de les sirenes que per això eren capaces d'atreure els mariners cantant, i també de Linos i de Resos. Va fer de mediadora, a petició del seu pare Zeus, en la disputa entre Afrodita i Persèfone, que volien repartir-se els favors d'Adonis.

## Etimologia
Cal·líope en grec antic és Καλλιόπη (Kaliópe), que significa "la de la bella veu," en referència a l’art poètica i oratòria de la que es considerava musa.